# Masashi Ebara
Masashi Ebara (江原 正士?, Ebara Masashi; Prefettura di Kanagawa, 4 maggio 1953) è un attore e doppiatore giapponese.
Il suo vero nome è Masashi Ehara (江原 正士?, Ehara Masashi). Lavora per 81 Produce.
È molto popolare sia per i suoi doppiaggi negli anime ma soprattutto per essere il doppiatore ufficiale di Tom Hanks. Inoltre ha doppiato Ralph Fiennes come Lord Voldemort nella popolare saga di Harry Potter.

## Doppiaggio

### Serie animate
- Agatha Christie's Great Detectives Poirot and Marple (George Challenger)
- Astro Boy (Archer)
- Baketsudegohan (Zubrofsky)
- Let's & Go - Sulle ali di un turbo (Dottor Tsuchiya)
- Bishōjo Senshi Sailor Moon R (Chiral)
- Black Jack (Myū)
- Il guerriero alchemico (Mamoru Sakimori/Capitan Bravo, Narratore)
- Chōjya Raidiin (Kularken)
- Cowboy Bebop (Andy Von de Oniyate)
- Crayon Shin-chan (Majī Di Gamecchini)
- Viaggio a Deltora (Farō, Brandin)
- PPG Z (Mojo Jojo)
- Detective Conan (Keigo Endō, Yūji Mikasa)
- Eat-Man (Bolt Crank)
- Eat-Man '98 (Bolt Crank)
- El cazador (manager)
- Ergo Proxy (MCQ)
- Fullmetal Alchemist (Van Hohenheim)
- Nadia - Il mistero della pietra azzurra (Gonzales)
- Gad Guard (Jack Bruno)
- Gin Sō Ki Kō Ōdian (Baltoro)
- Gunslinger Girl (Hilshire)
- Hakaba Kitarō (Johnny the Vampire)
- Initial D serie (Jōshima Toshiya)
- Jungle King Tar-chan (Alan)
- Le incredibili avventure di Zorori (Gaon, Husky)
- Kamisama Kazoku (Osamu Kamiyama)
- Kasumin (Haruo Kirima)
- Kekkaishi (Haganeyoru)
- Il giocattolo dei bambini (Rick, narratore)
- Lady Jewelpet (I.A. Iota)
- Legendz - La leggenda dei re draghi (Yul Hepburn)
- Love Get CHU ~Miracle Seiyū Hakusho~ (Kuroiwa)
- Love Hina (Kōji Maehara (padre di Shinobu))
- Madlax (Friday Monday)
- Il magico mondo di Gigì (Papa)
- Majime ni Fumajime: Kaiketsu Zorori (Gaon, Husky)
- Mashin Eiyūden Wataru (Thunder Blue)
- Master Keaton (Robert Fenders)
- Michiko e Hatchin (vecchio uomo)
- Mugen Senki Fortress (uomo in nero)
- Naruto (Gai Maito)
- Naruto: Shippūden (Gai Maito, Dai Maito)
- Negibōzu no Satarō (Aona no Shakimi)
- Nintama Rantarō (Ryūōmaru da giovane, Heishirō Kusai)
- Nodame Cantabile (Sebastian Vierra)
- Obake no Horry (Nyangirasu, Mukimukin)
- O~i! Ryoma (Yōdō Yamauchi)
- Onegai My Melody ~ Kurukuru Shuffle!~ (Flat-kun's papa)
- PaRappa Rappa (Boxy Boy)
- Pokémon (Jangō)
- Pokonyan (Papa (Shigeru Konoha), Chanpuku)
- PoPoLoCrois Monogatari (White Knight)
- Robin Hood (Lord Alwine)
- Sengoku Eiyūdensetsu Shinshaku Sanada Ten Braves The Animation (Kuroda Nagamasa)
- Shakugan no Shana (Lord of the Crimson Realm Alastor)
- Shaman King (Dōen)
- Shūkan Storyland (Leader, narratore)
- Anpanman (Unadonman, Pineappleman, principessa Dorian, Crayonman)
- Starship Girl Yamamoto Yohko (Meo-Toroll no Fūrigā)
- Soul Taker (Richard Vincent)
- Il trenino Thomas (James (nona stagione))
- Hamtaro (Lion)
- Warauseerusuman (Kenzō Warii (episodio 93), Shokudō no Oyaji (speciale))
- Xenosaga: The Animation (Ziggurat 8)
- Yokoyama Mitsuteru Sangokushi (Xun Yu)
- Yu degli spettri (Yomi)
- One Piece (Raizo)

### OVA
- .hack//Liminality (Jun'ichirō Tokuoka)
- Detatoko Princess (Healthy three siblings)
- Genocyber (Capitano Alexandria)
- Giant Robot: Il giorno in cui la Terra si fermò (Professor Go Gakujin)
- The Hakkenden (Chudai, Daisuke Kanamari)
- Boken Iczer 3 (Rob)
- Jigoku Dō Reikai Tsūshin (Ghost)
- Kidō Senshi SD Gundam Hakobiya Rigazi no Kiseki (Gerugugu)
- Kidō Senshi SD Gundam SD Gundam Mō Race (Kozaku)
- Kidō Senshi SD Gundam Yume no Maron Sha (Sazaby)
- Legend of the Galactic Heroes (Rockwell)
- Le Portrait de Petit Cossette (Marchello Orlando)
- Sakura Taisen Gōka Kenran (Shigeki Kanzaki)
- SD Sengokuden Musha Shichinin Shuu Hen (Kozaku)
- Shakugan no Shana SP: Koi to Onsen no Kōgai Gakushū! (Lord of the Crimson Realm Alastor)
- Sōkō Kihei Bottoms: Kakuyakutaru Itan (Godiba)
- Soreike! Uchū Senkan Yamamoto Yōko (Meo-Toroll no Fūrigā)
- Darkstalkers (Bishamon)

### Film d'animazione
- Bleach: Memories of Nobody (Ganryu)
- Crayon Shin-chan - Arashi o yobu - Eikō no Yakuniku Road (Gedenchōkurō)
- Metropolis (Ham Egg)
- One Piece: Il tesoro del re (Conte Butler)
- Pokémon Heroes (Latios)
- Resident Evil: Degeneration (Frederic Downing)
- Shakugan no Shana (Lord of the Crimson Realm Alastor)
- A Tree of Palme (Gariko)

### Videogiochi
- Aba Renbō Princess (Henry Orion)
- Ace Combat 3: Electrosphere (Abyssal Dision)
- Ace Combat: Squadron Leader (Seryozha Viktrovich Nikanor)
- Asura's Wrath (Deus)
- Atelier Viorate ~Alchemist of Gramnad 2~ (Offen Schwach)
- Brave Fencer Musashi (Yami no Majin, Reigando, Rento, Rūmu)
- Dark Sector (Robert Mezner)
- Dengeki Gakuen RPG: Cross of Venus (Alastor)
- Dragon Ball Z: Kakarot (Mr. Satan)
- Dragon Ball: Sparking! Zero (Mr. Satan)
- Dragon Force II: Kamisarishi Daichi ni (Olvo)
- Final Fantasy XIII (Sazh Katzroy)
- Heart of Darkness (Amigo, Servant)
- JoJo's Bizarre Adventure: All Star Battle (Mohammed Abdul)
- Kabu Trader Shun (Tōru Narasaki)
- Kingdom Hearts II (Lumiere)
- Metal Gear Rising: Revengeance (Monsoon)
- Phoenix Wright: Ace Attorney - Spirit of Justice (Dhurke Sahdmadhi)
- Remember11 -the age of infinity- (Seiji Yomogi)
- Sakura Taisen 2 ~Kimi, Shinitamō koto Nakare~ (Shigeki Kanzaki)
- Shadow Hearts: From the New World (Ricardo Gomez)
- Shakugan no Shana (Lord of the Crimson Realm Alastor)
- Sonic e gli Anelli Segreti (Erazor Djinn)
- Sō Raku Toshi Osaka (Iwai Sanjan)
- Spider-Man (Shocker, J. Jonah Jameson)
- Super Smash Bros. Brawl (Latios)
- Tales of Eternia (Fog, Shadow)
- Tales of Fandom Vol.1 (Fog)
- Tales of the World: Narikiri Dungeon 2 (Fog)
- Tales of the World: Narikiri Dungeon 3 (Fog)
- Tropico (segretario del ministro)
- Xenosaga Episode I: Der Wille zur Macht (Ziggy)
- Xenosaga Episode II: Jenseits von Gut und Böse (Ziggy)
- Xenosaga Episode III: Also sprach Zarathustra (Ziggy)
- Yaiba: Ninja Gaiden Z (Del Gonzo)
- Zone of the Enders (Nōman)